# ルーク・バージェス (ラグビーユニオン選手)

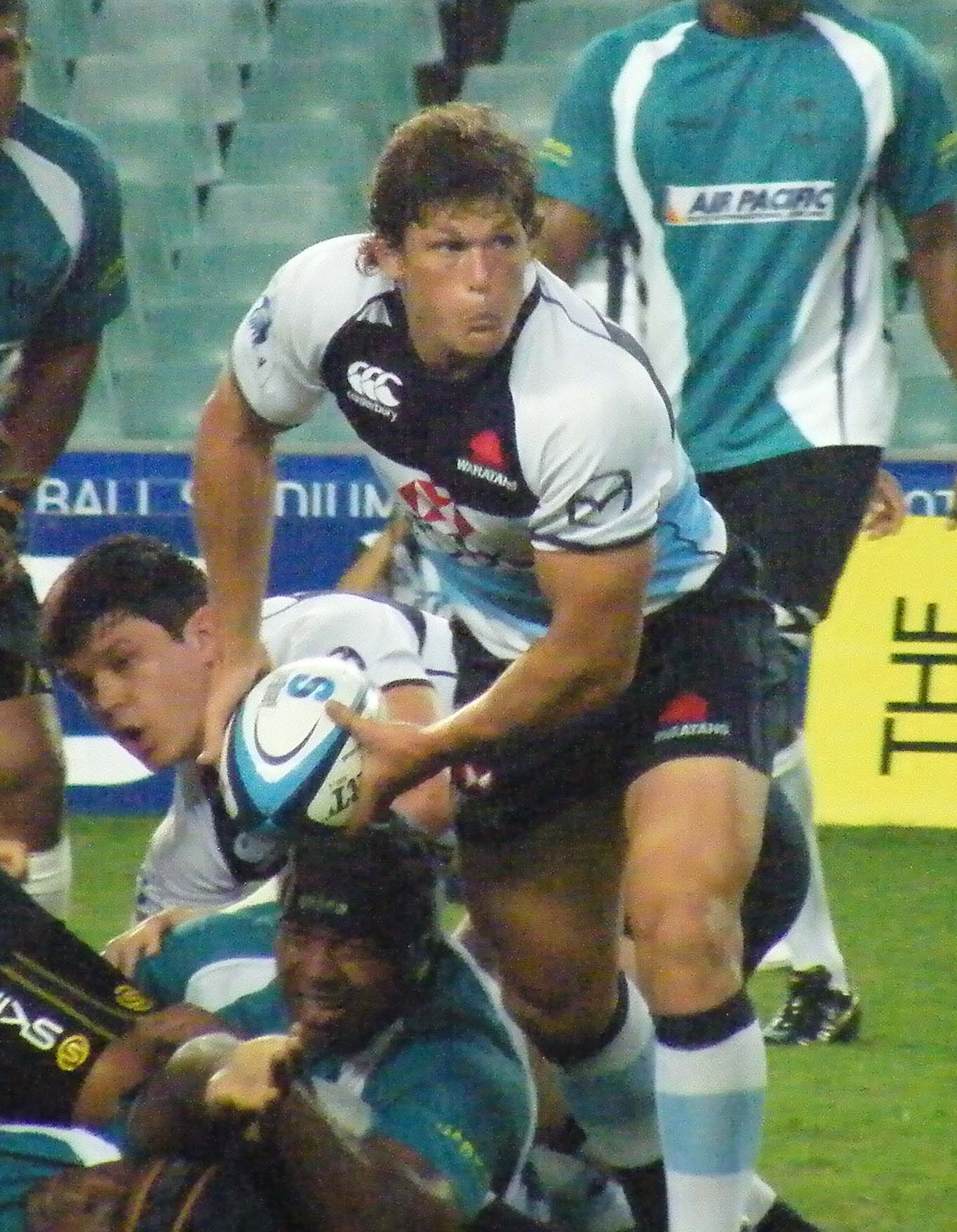
LUKE BURGESS

ルーク・バージェス（Luke Burgess 1984年8月20日 - ）は 、オーストラリア出身のラグビー選手。ポジションはスクラムハーフ。

## 人物
1984年8月20日、ニューカッスルで生まれる。
身長179cm、体重89kg。

## 来歴
セント・ジョセフス・カレッジ卒業、シドニー大学に進学。シドニー・ユニバーシティ・コルツ(Sydney University Colts)と、ニューサウスウェールズ州のクラブラグビー選手権シュート・シールド(The Shute Shield)に参加するイースタン・サバーブス(Eastern Suburbs RUFC)でプレーし、2003年～2005年と3年連続で21歳以下ラグビーオーストラリア代表に選出される。
2003年、スーパー12(現スーパーラグビー）のブランビーズに入る。しかし、同じポジションにはジョージ・グレーガンが在籍していたので出場機会は少なく、2007年、ブランビーズからワラターズへ移籍する。
2007年、混成チームのメルボルン・レベルズ(スーパーラグビーのチームとは別)に入り、オーストラリア・ラグビー・チャンピオンシップ(Australian Rugby Championship)に出場。
2008年、ワラビーズに初選出、アイルランド戦で代表デビュー。
2009年、古巣のシドニー・ユニバーシティ(Sydney University rugby club)に戻る。
2011年、ラグビーワールドカップニュージーランド大会のオーストラリア代表に選出される。同大会終了後、フランス選手権トップ14のスタッド・トゥールーザンに移籍する。
2013年、レベルズに移籍する。

## リンク
- Wallabies Profile